# Altra Volta

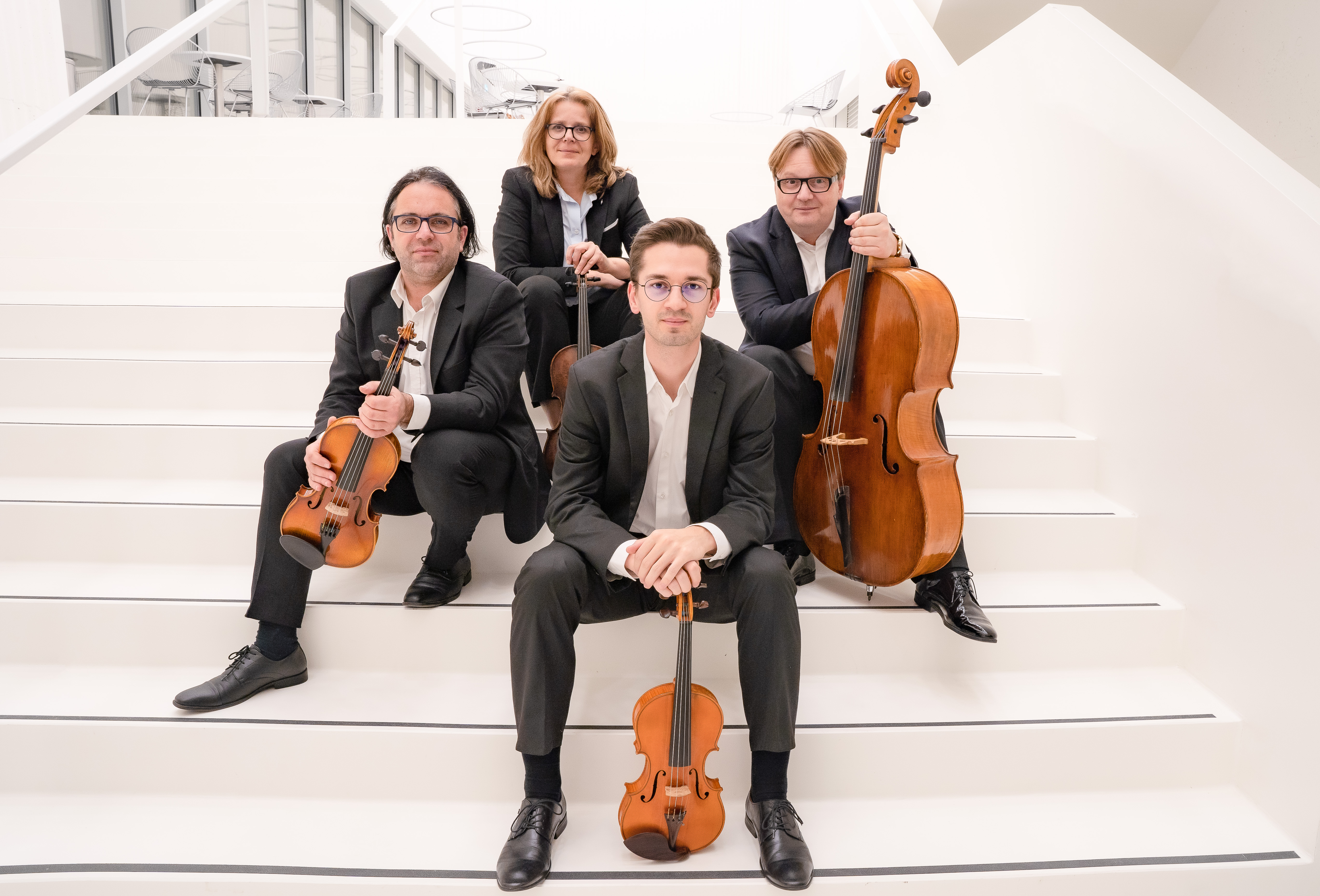
Altra Volta kwartet smyczkowy

Altra Volta – polski kwartet smyczkowy.
Jeden z najbardziej wszechstronnych zespołów, wykonujący muzykę klasyczną, współczesną, filmową, folkową, rozrywkową i improwizowaną. Kwartet powstał w 1998 r. w Katowicach. Tworzą go skrzypkowie: Jacek Dzwonowski i Jacek Heczko, altowiolistka Aleksandra Marko-Lech, wiolonczelista Michał Lech – absolwenci Akademii Muzycznej im. K. Szymanowskiego w Katowicach.

## Historia
Zespół gościł na scenach koncertowych i festiwalowych w Niemczech, Francji, Hiszpanii, Włoszech, Watykanie, Szwajcarii, Słowacji, Turcji, Litwie, Białorusi, Holandii, Egipcie, Indiach, Sri Lance i Chinach. Altra Volta wystąpił na Międzynarodowym Festiwalu „La Nuit de la Voix” – Opera Comique w Paryżu; podczas 76. Międzynarodowego Festiwalu Filmowego w Wenecji; Festiwalu „Ogrody Muzyczne Chopina” na Zamku Królewskim w Warszawie; Międzynarodowym Festiwalu „Szalone Dni Muzyki” – Teatr Wielki Opera Narodowa w Warszawie, gdzie w ramach obchodów Roku Chopinowskiego wraz z Zespołem Śpiewaków Miasta Katowice „Camerata Silesia” dokonał prawykonania utworu francuskiego kompozytora Régis Campo. Zespół wystąpił na 49. Krajowym Festiwalu Piosenki Polskiej w Opolu wraz z Joanną Kondrat – zwyciężczynią opolskich debiutów. W roku 2017, na zaproszenie Konsulatu Generalnego RP w Chengdu, w ramach „Dni polskich jesienią w Chengdu 2017” zespół występował z koncertami i odczytami w Tianfu Concert Hall, Sichuan Conservatory of Music oraz Bibliotece Syczuańskiej.
Z kolei na zaproszenie Ambasady RP w Nowym Delhi kwartet, koncertem galowym w Colombo, zainaugurował obchody 50. lecia nawiązania stosunków dyplomatycznych między Polską a Sri Lanką. Zespół wystąpił również w Shri Ram Center w Nowym Delhi w Indiach. Kwartet smyczkowy Altra Volta koncertował na zaproszenie Instytutów Polskich: w Wilnie – podczas 8. i 12. Koncertów Letnich oraz w Mińsku na Białorusi w ramach Festiwalu „Klasyka przy Ratuszu”. Zespół występował na scenie Teatro Bellas Artes w Madrycie podczas Światowych Dni Młodzieży w 2011 r., w Sali Kolumnowej w Sejmie RP podczas światowej konferencji IFLAPARL organizowanej przez Kancelarię Senatu Rzeczypospolitej Polskiej oraz ze Stanisławem Soyką podczas dokonywanego przez Prezydenta RP Andrzeja Dudę otwarcia Muzeum Polaków Ratujących Żydów im. Rodziny Ulmów w Markowej. W 2018 roku kwartet otrzymał Nagrodę Prezydenta Miasta Chorzowa w Dziedzinie Kultury w kategorii osiągnięć twórczych. Altra Volta string quartet jako jedyny polski zespół towarzyszył weneckiej publiczności na Biennale Cinema 2019 76. Mostra Internazionale d’Arte Cinematografica (76. Międzynarodowym Festiwalu Filmowym w Wenecji 2019), wraz z włoskim zespołem wokalnym Aria Trio wystąpił z cyklem koncertów dla głównego sponsora festiwalu – firmy Mastercard oraz firmy Bulgari.
Kwartet Altra Volta koncertował w Sali Kameralnej Filharmonii Narodowej w Warszawie, Studio Koncertowym Polskiego Radia S1 w Warszawie; Rezydencji Prezydenta RP – Belwederze; Palazzo Pisani Moretta w Wenecji; Katowickim Spodku, Polskim Radio Katowice, Ministerstwie Transportu w Warszawie; Amfiteatrze Opolskim, Filharmonii Opolskiej, wielokrotnie na Zamku Królewskim w Warszawie. Nagrania kwartetu smyczkowego Altra Volta emitowane były przez francuskie Radio Classique, Radio Watykańskie, Polskie Radio Opole, RMF Classic, Polskie Radio Katowice oraz telewizję Mezzo, TVP 2, TV Polonia, Telewizję Katowice. Altra Volta współpracuje ze Stanisławem Sojką, Zespołem Śpiewaków Miasta Katowice „Camerata Silesia”, zespołem Daddy’s Cash. Występował również z Krzysztofem Cugowskim, Natalią Niemen, Krzysztofem Antkowiakiem, Ewą Urygą, Ewą Błachnio, Zespołem Chłopcy z Placu Broni.
W 2013 roku kwartet podjął współpracę z Fundacją Piotra Klera realizując wraz z pianistami: Łukaszem Mikołajczykiem, Łukaszem Byrdy, Gracjanem Szymczakiem, Mateuszem Rożkiem, Cyprianem Sekreckim, Przemysławem Winnickim, Karoliną Kłosowską, Tymoteuszem Biesem, Filipem Pinczewskim (stypendystami fundacji) nagrania płytowe koncertów fortepianowych w wersji kameralnej. Na płytach znalazły się: Koncert fortepianowy e-moll op. 11 i Koncert fortepianowy f-moll op. 21 Fryderyka Chopina; Koncert fortepianowy a-moll op. 16 E. Griega; 1. Koncert fortepianowy C-dur op. 15 L. van Beethovena; 20., 21., 23. i 24. Koncert fortepianowy W.A. Mozarta oraz Koncert klawesynowy J.S. Bacha d-moll BWV 1052. Nagrania zrealizowano w Filharmonii Opolskiej, Polskim Radio Katowice, a także podczas koncertów w Studio Koncertowym Polskiego Radia S1 im. Witolda Lutosławskiego w Warszawie.